# Fritz Rebensburg
Fritz Rebensburg, auch Friedrich Wilhelm Felix Rebensburg (* 22. März 1873 in Godesberg; † nach 1942) war ein deutscher Marineoffizier der Kaiserlichen Marine, zuletzt Kapitän zur See.

## Leben
Fritz Rebensburg trat im April 1892 in die Kaiserliche Marine ein. Bereits 1901 erhielt er als Oberleutnant zur See auf der Hohenzollern das Ritterkreuz 2. Klasse des Orden vom Zähringer Löwen. Bis 1910 war er in Kiel, ging bis 1912 nach Glücksburg und dann nach Wilhelmshaven.
Bis Oktober 1915 diente er als Erster Offizier auf der Rheinland. Von Dezember 1915 bis März 1916 hatte er das Kommando über die München. Ab März 1916 war er Kommandant der Stettin, welche unter seinem Kommando an der Skagerrakschlacht teilnahm. Bis November 1916 blieb er Kommandant der Stettin. Anschließend war er bis September 1917 Kommandant der Frankfurt. Am 26. April 1917 wurde er Kapitän zur See. Bis Kriegsende war er Kommandeur der Deutschen Marineabteilung in Konstanza und zugleich Bevollmächtigter Admiralstabs- und Verbindungsoffizier in Bulgarien.
Bis Mitte Februar 1918 hatte er u. a. den Roten Adlerorden 4. Klasse, den Kronen-Orden 4. Klasse, das Eisernen Kreuz I. Klasse, den Königlich Bayerischen Militärverdienstorden 3. Klasse mit Schwertern, das Hamburger Hanseatenkreuz, das Großherzoglich Oldenburgischen Friedrich-August-Kreuz 1. Klasse und dem Ritterkreuz I. Klasse des Königlich Sächsischen Albrechts-Orden erhalten. Zusätzlich war er noch mit dem Russischen Annenorden 3. Klasse, dem Russischen Sankt-Stanislaus-Orden 3. Klasse und dem Bolivarorden 4. Klasse ausgezeichnet worden.
Am 22. Juni 1919 wurde er aus der Marine verabschiedet. Bis 1930 war er in Muhrau bei Striegau.
Am 1. September 1910 heiratete er in Kulmbach Luisa Reich (* 1889).